# Al-Mughajjir (Dżanin)
Al-Mudżajjir  (arab. المغير) – wioska w Autonomii Palestyńskiej (Zachodni Brzeg).